# Liberalismo conservador
El liberalismo conservador es una ideología política que combina posiciones liberales y conservadoras en asuntos sociales, económicos o éticos. El liberalismo conservador es una presentación más moderada o gradualista del liberalismo clásico que se aplica como etiqueta a diferentes partidos políticos y posiciones ideológicas de carácter ecléctico y posibilista. En general se trata de partidos de amplio espectro que engloban tanto la centroderecha política del liberalismo como a la derecha conservadora y tradicionalista o la combinación de valores y políticas liberales con posturas conservadoras. Defiende el individualismo filosófico, el libre mercado y destaca la importancia de la moral basada en la religión. Propugnan por un Estado mínimo, bajos impuestos, regulaciones escasas y que el Estado solo intervenga para asegurar el orden público y el estado de derecho.
Los liberales conservadores creen que la desigualdad social es inevitable, confían en el libre mercado y las políticas económicas laissez faire, rechazando el concepto de justicia social, a la vez que tratan de conciliar con fuerzas sociales o idiosincrasias tradicionales, dando importancia utilitaria a la religión como una institución de cohesión del orden social y considerando los valores de la moral tradicional en su mensaje político.[cita requerida]
Las corrientes políticas definidas con estos términos suelen conciliar el liberalismo económico y el conservadurismo democrático, y defienden un gobierno limitado junto con la defensa de la continuidad del orden democrático, una vez que este quedó establecido históricamente.
Frente al conservadurismo tradicional, contiene una mayor apertura a temas valóricos y hace a un lado el histórico proteccionismo de este. Frente al liberalismo tradicional, se muestra alejado de los cambios políticos radicales o inmediatos, y apuesta por la estabilidad y el mantenimiento de un orden social heredado, matizado con cambios moderados o graduales. El liberalismo conservador tiene posiciones económicas liberales y en favor de la liberalización de la actividad económica, mientras en cuestiones de políticas sociales, derecho de familia, derechos y libertades reproductivos y derechos sexuales, puede tener posturas conservadoras o sugerir cambios graduales.

## Visión general

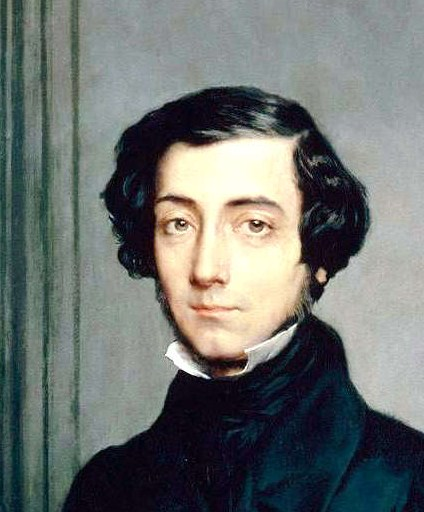
Alexis de Tocqueville tuvo una influencia profunda en la filosofía liberal-conservadora.

Según Robert Kraynak, profesor de la Universidad de Colgate, en lugar de "seguir el liberalismo progresista, es decir, el liberalismo social, los liberales conservadores se basan en fuentes premodernas, como la filosofía clásica (con sus ideas de virtud, bien común y derechos naturales). El cristianismo, con sus ideas de la ley natural, la naturaleza social del hombre y el pecado original, y las instituciones antiguas, como el derecho consuetudinario, las entidades corporativas y las jerarquías sociales. Esto le da a su liberalismo una base conservadora. Significa seguir a Platón, Aristóteles, Sócrates, San Agustín, Santo Tomás de Aquino y Edmund Burke más que a Locke o Kant ; por lo general, incluye una profunda simpatía por la política de la polis griega, la República romana y las monarquías cristianas. Pero, como realistas, los liberales conservadores reconocen que la política clásica y medieval no se puede restaurar en el mundo moderno. Y, como moralistas, ven que el experimento moderno de libertad y autogobierno tiene el efecto positivo de realzar la dignidad humana, además de proporcionar una apertura (incluso en medio de la cultura de masas) para los anhelos trascendentes de la eternidad. En su mejor forma práctica, el liberalismo conservador promueve la libertad ordenada bajo Dios y establece salvaguardias constitucionales contra la tiranía. Muestra que un régimen de libertad basado en la moralidad tradicional y la cultura clásica cristiana es un logro del que podemos estar orgullosos, en lugar de meramente a la defensiva, como fideicomisarios de la civilización occidental ".
En el contexto europeo, el liberalismo conservador no debe confundirse con el conservadurismo liberal, que es una variante del conservadurismo que combina puntos de vista conservadores con políticas liberales en lo que respecta a la economía, las cuestiones sociales y éticas. Las raíces del liberalismo conservador se encuentran al comienzo de la historia del liberalismo. Hasta las dos guerras mundiales, la clase política en la mayoría de los países europeos, desde Alemania hasta Italia, estaba formada por liberales conservadores. Los acontecimientos como la Primera Guerra Mundial que ocurrieron después de 1917 llevaron la versión más radical del liberalismo clásico a un tipo de liberalismo más conservador, es decir, más moderado. Los partidos liberales conservadores han tendido a desarrollarse en aquellos países europeos donde no había un partido conservador laico fuerte, y donde la separación Iglesia-Estado era un problema menor. En esos países, donde los partidos conservadores eran democristianos, se desarrolló este tipo de liberalismo conservador.

## Argentina
Para sus detractores, el liberalismo conservador ha sido descrito como la ideología de la dictadura conocida como Proceso de Reorganización Nacional caracterizada por la apertura económica y el fuerte conservadurismo social.
Los liberales conservadores argumentan que la dictadura no aplicó el liberalismo económico, sino el desarrollismo económico.
Entre los partidos políticos históricos, se podría calificar al Partido Demócrata Cristiano de Argentina original como parte del liberalismo conservador. Se podría interpretar que en la actualidad tiene esta tendencia, aunque en su larga historia se ha acercado al peronismo y a la centroizquierda.

## Perú
En Perú su inicial exponente fue Mario Vargas Llosa, caso que el presidente Alberto Fujimori adoptó sus medidas bajo el populismo de derecha, orientado hacia el conservadurismo social y el liberalismo económico. En sus primeros años, sus propuestas para afrontar la realidad nacional estuvieron basadas en la tecnocracia, solo consiguió la hegemonía neoliberal en su sistema administrativo.
Desde el punto de vista político, al fujimorismo, una de las mayores corrientes del país, se le considera de derechas y liberal conservador, aunque algunos lo ubican en la extrema derecha. Con un fuerte conservadurismo social y una visión liberal en lo económico respaldada por la minimización del papel del Estado mediante privatizaciones de empresas estatales, la reducción de salarios y la apertura económica.
Después de Fujimori, Pedro Pablo Kuczynski siguió el paso de la tecnocracia y recurrió a un gobierno tecnocrático con enfoques liberales en lo socioeconómico.

## Otros países
También se consideran arquetipos de este movimiento Jimmy Morales en Guatemala, Sebastián Piñera en Chile, Juan Orlando Hernández y su Partido Nacional en Honduras. Donald Trump en los Estados Unidos, Marine Le Pen en Francia y Viktor Orbán en Hungría, El Partido por la Libertad (PVV), del populista de derecha Geert Wilders, el partido Ley y Justicia de Polonia. Lech Kaczyński en Polonia junto a las formaciones Autodefensa de la República de Polonia y la Liga de las Familias Polacas, la Liga Norte en Italia junto a Silvio Berlusconi, Fidesz en Hungría. En Colombia, el Partido Cambio Radical, liderado por Germán Vargas Lleras, es el ejemplo de un movimiento político de liberalismo conservador. En Brasil, su principal referente es Jair Bolsonaro y en Honduras: Porfirio Lobo.[cita requerida]